# Каутер, Кристиан
Кристиан Каутер (нем. Christian Kauter, род. 6 мая 1947 в Берне, Швейцария) — швейцарский фехтовальщик на шпагах,  Серебряный призёр Олимпийских игр 1972 и бронзовый призёр Олимпийских игр 1976 в командной шпаге. Знаменосец сборной Швейцарии на церемонии открытия Олимпийских игр 1976 года в Монреале. Отец участников Олимпийских игр Фабиана и Михеля Каутеров.